# Misery (Film)
Misery ist eine US-amerikanische Verfilmung des Stephen-King-Romans Sie. Die Regie in diesem Psychothriller führte Rob Reiner, das Drehbuch schrieb William Goldman. Die Hauptrollen spielen James Caan und Kathy Bates.

## Handlung
Paul Sheldon, Autor der erfolgreichen Misery-Romanserie, beendet sein neuestes Buch in einer entlegenen Hütte in den Bergen im Clear Creek County in Colorado. Als er den Roman beendet hat, macht er sich mit dem Manuskript auf den Heimweg nach New York City. Wegen eines Schneesturms kommt er mit seinem Wagen von der Straße ab und wird schwer verletzt. Annie Wilkes rettet ihn aus dem Autowrack und nimmt ihn bei sich im Haus auf, in dem sie zurückgezogen mit einem Schwein namens Misery lebt. Die ehemalige Krankenschwester stellt sich als „sein größter Fan“ vor. Durch den Schneesturm wurden die Telefonleitungen unterbrochen und die Straßen sind unpassierbar, weshalb sie versucht, ihn selbst gesundzupflegen.
Zum Dank lässt Sheldon sie einen Blick in das Manuskript seines neuen Buchs werfen, was sie begeistert. Doch sie ist entsetzt über die vulgäre Sprache der Figuren. Als sie schließlich liest, dass die Romanheldin Misery sterben soll, stellt sie den Autor aggressiv zur Rede. Nachdem Wilkes zunächst liebenswürdig und schrullig erschienen ist, lernt Sheldon nun ihre andere Seite kennen: Sie bekommt einen Wutanfall und teilt ihm mit, dass sie niemandem seinetwegen Bescheid gegeben habe und er ihr hilflos ausgeliefert sei. In Kenntnis seiner abergläubischen Angewohnheit, niemals Kopien seiner Originalmanuskripte zu machen, zwingt sie ihn, das Manuskript zu verbrennen und ein neues zu verfassen.
Sheldon kann sich mittlerweile in einem Rollstuhl wenigstens im Zimmer bewegen. Die Tür zu seinem Zimmer wird von Wilkes abgeschlossen. Ihm gelingt es jedoch, mit einer zufällig auf dem Boden liegenden Haarklammer die Tür zu öffnen. Neben umfangreichen Medikamentenvorräten entdeckt Sheldon ein rotes Fotoalbum, in dem Wilkes zahlreiche Zeitungsausschnitte sammelt, etwa aktuelle Berichte über Sheldons plötzliches Verschwinden als berühmter Starautor, aber auch alte Artikel über Wilkes’ Vergangenheit: Die Zeitungstexte geben Hinweise auf Morde an ihrem Vater, einer Schwesternschülerin und einem Kinderarzt. Demnach wurde Wilkes als Oberschwester der Säuglingsstation eingesetzt und später wegen Tötungsfällen an Babys verhaftet.
Sheldon entwendet aus der Küche ein Messer, das er unter der Matratze seines Betts versteckt. Trotz seiner Vorsicht kommt Wilkes hinter seine Absichten. Wilkes fesselt ihn daraufhin mit Seilen an sein Bett und bricht ihm mit einem Vorschlaghammer beide Fußgelenke, um ihn an weiteren Fluchtversuchen zu hindern.
Inzwischen hat der Sheriff Verdacht geschöpft, weshalb er Nachforschungen über das Vorleben von Annie Wilkes anstellt. In einem Zeitungsarchiv erfährt er, dass es sich bei der mysteriösen Frau um eine verurteilte Krankenschwester handelt, die in einem Hospital mehrere Säuglinge umgebracht haben soll. Mit diesem Wissen sucht der Sheriff das abgelegene Haus von Wilkes auf. Als er den um Hilfe rufenden Sheldon im dortigen Keller vorfindet, wird der Sheriff von Wilkes mit einem Gewehr erschossen.
Als Wilkes danach Sheldon unterbreitet, dass sie sich zusammen mit ihm das Leben nehmen will, bittet er um etwas Zeit, um den Roman für die Nachwelt zu vollenden. Danach wolle er mit ihr das Ereignis feiern, bevor sie beide gemeinsam den Freitod wählen. Als es so weit ist, verbrennt Sheldon das erzwungene Manuskript und tötet Wilkes in einem Kampf.
18 Monate später sieht man Paul Sheldon in New York City. Er kann wieder laufen, wenn auch hinkend. Er trifft sich mit seiner Verlegerin Marcia im Restaurant und lehnt einen Tatsachenroman über seine schrecklichen Erlebnisse mit Annie Wilkes ab: „Ich soll den schlimmsten Horror meines Lebens rauskramen, nur damit wir ein paar Mäuse machen?“ Er erzählt ihr, dass er manchmal noch glaube, Wilkes in anderen Menschen zu erkennen, obwohl er wisse, dass sie tot sei. Dies geschieht auch, als eine Kellnerin auftaucht, die ihm sagt, dass sie sein größter Fan sei. Sheldon kann das auf Grund seiner Erfahrung nur mit einem gequälten Lächeln quittieren.

## Entstehung
Stephen Kings Roman Sie erschien 1987. Wie die meisten King-Bücher war er ein großer Erfolg, und Hollywood riss sich um den Stoff. Da King jedoch mit den wenigsten Verfilmungen seiner Romane glücklich gewesen war, hielt er die Filmrechte zunächst zurück. Erst als ihn Rob Reiner anrief, ließ sich King auf Verhandlungen ein. Reiner hatte zuvor schon Die Leiche (als Stand by Me – Das Geheimnis eines Sommers) verfilmt, eine der wenigen Filmadaptionen von Kings Romanen, die King mochte. Er verkaufte die Filmrechte an Castle Rock Entertainment mit der Auflage, dass Reiner entweder produzieren oder Regie führen müsse.
Um den Roman zu einem Drehbuch zu adaptieren, wandte sich Reiner an William Goldman, der den Auftrag annahm. Es war folgende Szene (Goldman nannte sie die „Metzger-Szene“), die ihn letztlich dazu trieb, den Auftrag anzunehmen: Annie Wilkes trennte ihrem Opfer Paul Sheldon einen Fuß mit einer Axt ab und versengte die Wunde mit einem Propangasbrenner. Goldman wusste, dass er vor der Möglichkeit stand, für eine Szene mitverantwortlich zu sein, die sich im Gedächtnis der Zuschauer einprägen würde und Filmgeschichte schreiben könnte.
Die nächsten sechs Monate verbrachte er mit Reiner und dessen Geschäftspartner Andy Scheinman mit der Arbeit für verschiedene Drehbuchentwürfe. Dann begann die Suche nach einem geeigneten Regisseur. Die Wahl fiel auf George Roy Hill, der zunächst zusagte, dann jedoch wegen Bedenken über besagte Szene absagte. Reiner nahm sich der Aufgabe selbst an. Hills Einwände warfen allerdings Fragen auf. Eine firmeninterne Umfrage sollte klären, ob die „Metzger-Szene“ tatsächlich zu hart sei; die meisten Mitarbeiter rieten davon ab.
Noch während der Drehbucharbeiten begann das Casting für den Film. William Goldman schrieb Kathy Bates die Rolle der Annie Wilkes auf den Leib. Er kannte sie aus einigen Bühnenstücken und bewunderte sie. Reiner, der sie schon auf dem Broadway gesehen hatte, engagierte sie sofort.
Das Casting für Paul Sheldon war um einiges schwieriger, weil eine solche Rolle für Hollywoodstars wenig attraktiv war. Sheldon ist fast während des gesamten Films ans Bett gefesselt und einer Frau ausgeliefert. Die Liste der Stars, an die die Rolle herangetragen wurde, umfasst William Hurt, Kevin Kline, Michael Douglas, Harrison Ford, Dustin Hoffman, Robert De Niro, Al Pacino, Gene Hackman und Robert Redford, die alle absagten. Warren Beatty zeigte großes Interesse, hatte aber ebenfalls Bedenken wegen der Brutalität. Und obwohl Goldman davon überzeugt war, dass sie unverändert bleiben müsse, entfernten Scheinman und Reiner die umstrittene Szene. Goldman war wütend, aber machtlos. Beatty übernahm die Rolle trotzdem nicht. Die Story wurde dahingehend geändert, dass Annie die Fußgelenke ihres Opfers mit einem Vorschlaghammer zertrümmert.
Richard Dreyfuss sagte zu, ohne das Drehbuch zu lesen. Er hatte 1989 Reiners Angebot abgelehnt, die Hauptrolle in Harry und Sally zu übernehmen. So einen Fehler wollte er nicht noch einmal machen. Nachdem ihm Reiner das Drehbuch geschickt hatte, zog auch er sein Angebot zurück. Schließlich fiel die Wahl auf James Caan, der zu dieser Zeit lange keinen Erfolg mehr verbucht hatte.

## Dreharbeiten und Erfolg
Die Dreharbeiten begannen im Januar 1990 und dauerten bis zum 31. Mai. Reiner drehte den Film in chronologischer Reihenfolge. Der Film kam am 30. November 1990 in die US-Kinos. Nachdem William Goldman den fertigen Film gesehen hatte, war er ebenso wie Stephen King vom Endergebnis begeistert.
Mit einem Budget von etwa 20 Millionen US-Dollar nahm der Film allein durch die Kinoauswertung in den USA 61 Millionen US-Dollar ein und wurde zu einem der größten Hits von Castle Rock. In Deutschland zählte man etwa eine Million Kinobesucher, womit sich der Film auf Platz 32 der Kinocharts 1991 befand.

## Kritiken
- Stephen King selbst sagt in seinem Buch Das Leben und das Schreiben, er habe sich jeden anderen Hauptdarsteller als James Caan in der Person des Sheldon gewünscht.
- epd Film 5/1991 schrieb: „Daß Reiner sich mit diesem Horrorstoff nicht wohlgefühlt hat, sieht man dem Film an. Seine Inszenierung kann sich nicht so recht entscheiden, ob sie die psychische Grausamkeit und physische Brutalität des Szenarios akzentuieren oder entschärfen soll. Für das Grauen findet Reiner nur die konventionellen filmischen Entsprechungen, er betont die Klaustrophobie der Situation vorwiegend durch extreme Weitwinkel, durch Untersichten und verkantete Perspektiven – als wolle er auf Nummer Sicher gehen. Die Qualitäten des Films beruhen eher auf der intelligenten und komplexen Konstruktion des Plots durch Goldman, der die Geschichte immer über das Schreiben fortschreibt.“
- Im Filmdienst 8/1991 war zu lesen: „Der auf einer Stephen-King-Vorlage basierende Zweikampf wurde filmisch suggestiv und mit viel Galgenhumor umgesetzt, erfordert aber die Bereitschaft, die abwegige Grundkonstellation zu akzeptieren.“[10]
- Auf treffpunkt-kritik.de zog man das Fazit: „Misery ist ein sehenswerter und außerordentlich spannender Thriller mit hervorragender Besetzung, der sich durchaus mit der Romanvorlage messen lassen kann und […] zu den besten Stephen-King-Verfilmungen überhaupt zählt.“[11]
- filmstarts.de war der Meinung, Rob Reiner halte „einige durchaus spannende Momente und Nervenkitzel bereit, und auch der Showdown [lasse] nicht viel zu wünschen übrig. Insgesamt eine solide, wenn auch nicht weltbewegende Inszenierung“.[12]
- Für Kino.de stellte sich der Film als „perfekte Mischung aus klassischem Suspense à la Hitchcock und mitleidslosem modernen Horror“ dar.[13]

## Auszeichnungen
- Oscar in der Kategorie
  - „Beste Hauptdarstellerin“ für Kathy Bates
- Golden Globe Award in der Kategorie
  - „Beste Hauptdarstellerin“ für Kathy Bates
- Chicago Film Critics Association Award in der Kategorie
  - „Beste Hauptdarstellerin“ für Kathy Bates
- Saturn Award
  - Nominierung in der Kategorie „Beste Hauptdarstellerin“ – Kathy Bates
  - Nominierung in der Kategorie „Bester Hauptdarsteller“ – James Caan
- Das American Film Institute wählte die Figur Annie Wilkes auf Platz 17 der „bösesten Schurken der Filmgeschichte“.

## Trivia
- In der Zeichentrickserie Family Guy wird der Film in der Episode Dreimal King (S7E15) parodiert.
- In der Sitcom Two and a Half Men wird die Grundkonstellation von Misery parodiert. In der Folge Die Elefantenpille wird Charlie Harper von seiner verliebten Nachbarin Rose zwei Wochen lang mittels angeblicher Tabletten gegen Erkältung in dessen Schlafzimmer betäubt und gefangengehalten.
- In der Zeichentrickserie Drawn Together wird die Szene, in der Sheldon den Fußknöchel mit einem Vorschlaghammer gebrochen wird, in der Folge Unrestrainable Trainable von Clara und Wollknäuel Sockenbart parodiert.
- Von der Stop-Motion-Serie Robot Chicken wurde in der Folge 10 der Staffel 3 eine Sequenz des Filmes mit den (animierten) Peanuts nachgestellt.
- Eine Szene des Films spielt in einem Gemischtwarengeschäft, wo eine VHS-Kopie von Harry und Sally in einem Regal steht. Dies war Rob Reiners Vorgängerfilm aus dem Jahr 1989.[14]